# Mestkogeltje
Het mestkogeltje, ook wel mest-zwemkever of mestzwemtor (Sphaeridium scarabaeoides) is een kever uit de familie spinnende waterkevers (Hydrophilidae).

## Naam en indeling
De wetenschappelijke naam van de soort werd voor het eerst voorgesteld door Carl Linnaeus in 1758. Oorspronkelijk werd de wetenschappelijke naam Dermestes scarabaeoides gebruikt. De soortaanduiding scarabaeoides betekent vrij vertaald 'mestkever-achtig'.

## Uiterlijke kenmerken
De kever bereikt een lichaamslengte van ongeveer vier tot zeven millimeter, het lichaam is opvallend rond en koepelvormig in vergelijking met andere waterkevers. De lichaamskleur is zwart, aan de voorzijde van ieder dekschild is een ei-vormige rode vlek aanwezig. De dekschilden hebben aan de achterzijde een oranjebruine kleur. De kleuren zijn echter variabel en bijna geheel zwarte exemplaren komen ook voor. De kever is hierdoor te verwarren met andere soorten zoals Sphaeridium lunatum, Sphaeridium substriatum en het ronde watertorretje (Sphaeridium bipustulatum).

## Levenswijze
Ondanks dat het mestkogeltje een waterkever is, bewoont deze soort het land en heeft zowel de uiterlijke kenmerken als de levenswijze van een mestkever. Er is een sterke voorkeur voor koeienmest. De kevers zoeken elkaar hier op, paren en zetten de eieren af. De larven ontwikkelen zich in de mest, terwijl de larven van veel andere waterkevers uitgesproken waterbewoners zijn. De volwassen kevers zijn te vinden van de lente tot in de herfst.

## Verspreiding en habitat
Het mestkogeltje komt oorspronkelijk voor in delen van het Palearctisch gebied, in Europa en delen van Azië. Daarnaast komt de soort voor in de Verenigde Staten, Canada en Mexico. Ook is de kever bekend in delen van Japan. In België en Nederland komt het mestkogeltje vrij algemeen voor.
De habitat bestaat uit gebieden waar rundvee wordt gehouden, aangezien de kever leeft in de mest van plantenetende zoogdieren.